# Гірник (Павлоград)
«Гірник» (рос.«Горняк») — український футбольний клуб з міста Павлограда Дніпропетровської області.
Виступав під назвами «Колос» і «Шахтар» в чемпіонатах СРСР 1981—1991, Кубку СРСР 1985/86, Кубку України 1992/93.
Тимчасово припинив виступи в 1995 році під назвою «Космос».
Після перерви брав участь у чемпіонаті України в сезоні 1997/98 серед представників Другої ліги під назвою «Гірник». Посівши 15-ше місце, клуб грав у плей-оф за право залишитися у Другій лізі на наступний сезон проти горлівського «Шахтаря». Програвши перший матч з рахунком 1:2, клуб відмовився від участі у наступному матчі та був виключений з Другої ліги, отримавши технічну поразку у другому матчі з рахунком 0:3.

## Всі сезони в незалежній Україні
| Сезон   | Чемпіонат     | Чемпіонат | Чемпіонат | Чемпіонат | Чемпіонат | Чемпіонат | Чемпіонат | Чемпіонат | Кубок       | Кубок | Кубок | Кубок | Кубок | Кубок | Кубок | Примітка |
| Сезон   | Ліга          | Місце     | І         | В         | Н         | П         | М         | О         | Етап        | І     | В     | Н     | П     | М     | О     | Примітка |
| ------- | ------------- | --------- | --------- | --------- | --------- | --------- | --------- | --------- | ----------- | ----- | ----- | ----- | ----- | ----- | ----- | -------- |
| 1992/93 | —             | —         | —         | —         | —         | —         | —         | —         | 1/64 фіналу | 1     | 0     | 0     | 1     | 0−3   | 0     |          |
| 1997/98 | Друга Група В | 15 з 17   | 30        | 6         | 6         | 18        | 30−58     | 24        | —           | —     | —     | —     | —     | —     | —     |          |
| Всього  | Друга         | 1 сезон   | 30        | 6         | 6         | 18        | 30−58     | 18        | >1 сезон    | 1     | 0     | 0     | 1     | 0−3   | 0     |          |

## Досягнення
- Кубок областей України
  - Володар: 1992